# ريكو رومان
ريكو رومان (بالإنجليزية: Rico Roman)‏ هو لاعب هوكي الجليد أمريكي، ولد في 4 فبراير 1981 في بورتلاند في الولايات المتحدة.

## روابط خارجية
- ريكو رومان على موقع Paralympic.org (الإنجليزية)
- ريكو رومان على موقع اللجنة الأولمبية والبارالمبية الأمريكية (الإنجليزية)